# Сербско-черногорские отношения
Сербско-черногорские отношения — двусторонние дипломатические отношения между Сербией и Черногорией. С 1918 по 2006 годы государства были объединены в составе Королевства сербов, хорватов и словенцев, Королевства Югославия, Социалистической Федеративной Республики Югославия и Государственного союза Сербии и Черногории. Имеют место споры об этнической идентификации черногорцев (относятся они к сербам или нет) и названии национального языка (черногорский или сербский). Несмотря на это, между странами налажены в целом дружеские отношения. Протяжённость государственной границы между странами составляет 157 км.

## История
До появления Королевства сербов, хорватов и словенцев различий между сербами и черногорцами практически не существовало, поскольку оба народа в значительной степени были прихожанами Сербской православной церкви, которая напрямую повлияла на создание Княжества-епископства Черногория в 1697 году. Пётр II Петрович, один из самых известных исторических правителей теократического Княжества-епископства Черногория, написал произведения, которые впоследствии станут основой черногорской литературы.
После того, как Берлинский конгресс официально признал независимость де-факто суверенных государств, отношения между странами улучшались вплоть до официального установления в 1897 году. Королевство Черногория было ближайшим союзником Королевства Сербия в Первой мировой войне до капитуляции Австро-Венгрии 3 ноября 1918 года. 20 декабря 1918 года Королевство Черногория было присоединено к Королевству сербов, хорватов и словенцев. Спустя несколько недель после этой даты сторонники независимости Черногории зеленаши под руководством Крсто Поповича организовали Рождественское восстание против проюгославских профсоюзов 7 января 1919 года. Несмотря на свои сепаратистские взгляды, они считали себя сербами.
После вторжения в Югославию вооружённых сил стран «оси» две группы сопротивления действовали на территории Сербии и Черногории: Народно-освободительная армия Югославии и четники. Сербы и черногорцы составляли 35 % этнического состава югославских партизан во время Второй мировой войны. Считается, что черногорцы были второй по величине этнической группой в движении четников после сербов. Черногорские четники возглавлял и организовывал Павле Джуришич, который был убит вместе со своими повстанцами силами усташей в битве на Лиевче-Поле. Павле Джуришич считается частью сербско-черногорской истории, поскольку был унионистом, и по этой причине черногорский сепаратист Секула Дрлевич помогал усташам организовать его ликвидацию.

Сравнение ожидаемой продолжительности жизни в Сербии и Черногории

Республика Сербия и Республика Черногория образовали Союзную Республику Югославия после распада Социалистической Федеративной Республики Югославия. Черногория осталась частью Югославии после того, как подавляющее большинство населения проголосовало за объединение с Сербией в 1992 году. Во время югославских войн черногорские силы возглавили осаду Дубровника. Радована Караджича, президента Республики Сербской во время Боснийской войны, часто ошибочно принимают за боснийского серба, на самом деле он был этническим дробняком, родившимся в Шавнике. Было известно, что он поддерживал создание объединённого государства из Республики Сербской, Сербии и Черногории. На протяжении всего срока своего мандата президент Югославии Слободан Милошевич назначал на государственные должности черногорских политиков, например, Мило Джукановича и Светозара Маровича, которые в значительной степени поддерживали его во время его президентства, а затем стали осуждать его спустя годы. 4 февраля 2003 года Союзная Республика Югославия сменила название на Государственный союз Сербии и Черногории. Конституционная хартия Сербии и Черногории, изменённая конституция предыдущей Федеративной Республики, позволяла любому из двух государств-членов проводить референдум о независимости один раз в три года.
Референдум о независимости Черногории состоялся 21 мая 2006 года. За независимость проголосовало 55,5 % избирателей, что едва превысило 55 % порог, установленный при посредничествое Европейского союза. К 23 мая 2006 года предварительные результаты референдума были признаны всеми пятью постоянными членами Совета Безопасности ООН, что свидетельствует о широком международном признании Черногории после официального провозглашения независимости. 31 мая 2006 года комиссия по проферению референдума официально подтвердила результаты, что 55,5 % населения Черногории проголосовало за независимость. Премьер-министр Черногории Мило Джуканович был лидером движения за независимость в составе Демократической партии социалистов Черногории. Предраг Булатович возглавлял коалицию унионистов во время кампании по референдуму.

## Современные отношения
У Черногории есть посольство в Белграде, а Сербия имеет посольство в Подгорице. Государства являются полноправными членами Совета Европы, Организации по безопасности и сотрудничеству в Европе (ОБСЕ) и Центрально-европейской ассоциации свободной торговли. Страны также признаны Европейским союзом в качестве потенциальных стран-кандидатов на вступление.

### Признание независимости Республики Косово
В октябре 2008 года Сербия выслала посла Черногории после признания этой страной независимости Республики Косово. Премьер-министр Черногории Мило Джуканович осудил высылку посла из Белграда, заявив, что отношения между двумя странами стали «неприемлемо плохими». Почти год спустя Сербия согласовала Игоря Йововича на должность нового посла Черногории.

### Правительство Сербской прогрессивной партии
После избрания президентом Сербии в мае 2012 года кандидат от Сербской прогрессивной партии Томислав Николич дал интервью телеканалу «Televizija Crne Gore», в котором заявил: «Я признаю Черногорию государством, но не вижу никаких отличий между сербами и черногорцами». В июне 2014 года между Мило Джукановичем и премьер-министром Сербии Александром Вучичем произошёл небольшой конфликт в СМИ. Несколько сербских таблоидов, в том числе «Informer» и «Kurir», опубликовали статьи, в которых обсуждалась предполагаемая связь Мило Джукановича с угрозами и нападениями на черногорских журналистов. Мило Джуканович немедленно отреагировал на статьи сербских таблоидов и 17 июня 2014 года сделал несколько спорных заявлений, назвав эти статьи «самой обыкновенной глупостью» и добавив, что верит в то, что его коллега в Белграде докопается до сути этих писаний, которые напоминают о 2003 годе. Заявление о 2003 годе прямо относилось к убийству Зорана Джинджича, премьер-министра Сербии. «У меня хорошие и дружеские отношения с премьер-министром Джукановичем, и я благодарен за заботу, которую он проявляет», — отметил Вучич..
В феврале 2021 года Сербия передала Черногории 4000 доз вакцин против COVID-19. Премьер-министр Сербии Ана Брнабич заявила, что цель пожертвования — «открыть новую главу в отношениях между Сербией и Черногорией» и «продемонстрировать солидарность во время кризиса».

## Преступность
Черногорская мафия присутствует в Сербии, особенно в Белграде. Считается, что черногорцы организовали убийство сербского военачальника Аркана 15 января 2000 года. 9 октября 2009 года черногорский бизнесмен Бранислав Шаранович, владевший казино в отеле «Jat Airways Hotels» в Белграде, был убит из огнестрельного оружия в престижном районе города Дединье двумя убийцами в масках. Новая волна убийств черногорскими бандитами началась со взрыва заминированного автомобиля, в результате которого 23 июня 2012 года в Дорчоле погиб скандально известный бизнесмен Бошко Райчевич. Всего через пару недель «Танюг» опубликовал отчет, в котором утверждалось, что давно исчезнувший черногорский наркобарон Дарко Шарич предложил контракт на 10 миллионов евро профессиональным убийцам для ликвидации Бориса Тадича, Ивицы Дачича, а также других сербских политиков и начальников полиции.